# Dasumia laevigata
Dasumia laevigata is een spinnensoort in de taxonomische indeling van de celspinnen (Dysderidae).
Het dier behoort tot het geslacht Dasumia. De wetenschappelijke naam van de soort werd voor het eerst geldig gepubliceerd in 1873 door Tord Tamerlan Teodor Thorell.